# مارکو دویچ
مارکو دویچ (به اوکراینی: Marko Dević) (زاده ۲۷ اکتبر ۱۹۸۳) بازیکن فوتبال اهل کشور اوکراین است.

## تیم ملی
وی سابقه ۲۴ بازی ملی برای تیم ملی فوتبال اوکراین در کارنامه دارد، همچنین پست تخصصی او مهاجم است.